# Kiyotaka Tsurisaki
Kiyotaka Tsurisaki (Prefectura de Toyama,  20 de diciembre de 1966) es un cineasta, fotógrafo y documentalista japonés conocido por sus trabajos que exploran la muerte, la violencia y la decadencia social. Después de graduarse de la Universidad de Keio, trabajó como director de videos para adultos y se convirtió en fotógrafo de cadáveres en 1994. A lo largo de su carrera, Tsurisaki ha desarrollado una reputación como uno de los principales exponentes del cine documental extremo, un género que comparte ciertas características con el cine mondo de los años 60, conocido por retratar la muerte y la violencia de manera sensacionalista, sin embargo, Tsurisaki lleva esta tendencia un paso más allá al centrarse en la representación directa y sin filtros de cadáveres y escenas de violencia real, lo que ha llevado a que sus trabajos sean denominados death films o cine de la muerte.

## Carrera
Tsurisaki comenzó en los años 90 como fotógrafo, especializándose en la documentación de escenas de crímenes, accidentes y cadáveres. Según una entrevista publicada en el portal Vice Francia, su interés por estos temas surgió de la curiosidad por explorar el lado más oscuro y oculto de la vida. Posteriormente, este enfoque se trasladó al cine, donde produjo documentales que abordan la muerte de manera directa y sin censura.

## Estilo y controversias
El enfoque artístico de en torno a la muerte está claramente documentado en su sitio oficial, donde se describe como un fotógrafo y cineasta atraído por las imágenes brutales y directas de la realidad. El sitio proporciona detalles sobre su trabajo, enfatizando su interés por la crudeza de la muerte sin mediación artística. Tsurisaki ha capturado imágenes en regiones devastadas por la guerra y la violencia, mostrando cuerpos en descomposición y escenas que a menudo se consideran tabúes en otros contextos cinematográficos.Esta decisión ha generado controversia y críticas, especialmente por la línea borrosa que su trabajo traza entre el documental y el cine de explotación. En  su web se destaca que no utiliza música ni narración en sus documentales para evitar cualquier tipo de influencia emocional en la percepción del espectador, algo que él mismo justifica diciendo que prefiere que las imágenes "hablen por sí mismas". Esta práctica es un objeto de debate ético, ya que algunos críticos afirman que la falta de contextualización puede ser percibida como insensible hacia las víctimas representadas.
A pesar de esta postura inicial, en algunos de sus trabajos posteriores, como Junk Films (ジャンクフィルム) y The Wasteland, se incluyó música para acompañar las imágenes, lo que marca una evolución en su estilo y enfoque cinematográfico.

## Influencia
A través de la información disponible en su sitio web, es posible observar que Tsurisaki ha sido exhibido en festivales de cine alrededor del mundo, aunque estos eventos suelen estar vinculados con temáticas extremas o subversivas. A lo largo de los años, ha creado un nicho dentro del cine documental extremo. Sus obras han sido mostradas en festivales y exhibiciones tanto en Japón como en el extranjero, a menudo generando discusiones sobre los límites éticos del cine documental y la representación de la muerte en los medios.

## Filmografía

### Orozco el Embalsamador (2001)
Orozco el Embalsamador es un documental dirigido, editado y guionizado por Tsurisaki, que sigue la vida de Froilán Orozco, un embalsamador colombiano conocido como el ‘embalsamador de los marginados’. La película muestra su labor diaria, enfrentándose a la crudeza de la vida en las zonas más empobrecidas de Colombia, donde se encuentra con víctimas de violencia y narcotráfico, incluyendo cuerpos que contenían estupefacientes, usados para el tráfico de drogas mediante las mal llamadas 'mulas'. El proceso de grabación del documental duró tres años, durante los cuales Tsurisaki se convirtió en uno de los amigos más cercanos de Orozco, acompañándolo en su trabajo diario.

### The Wasteland (2012/2014)
Es un documental que trata sobre los efectos devastadores de la guerra, la religión y otros factores destructivos que afectan al mundo. A través de su lente, Tsurisaki captura escenas crudas de la devastación humana, continuando su exploración de la muerte y el sufrimiento, como ya había hecho en trabajos anteriores. El documental también está acompañado por una banda sonora de la banda japonesa de doom metal Corrupted, lo que refuerza su atmósfera oscura.
Sin embargo, existe información contradictoria sobre su fecha de lanzamiento. Algunas fuentes lo sitúan en 2012  mientras que otras lo mencionan como un lanzamiento de 2014.Esta discrepancia podría estar relacionada con diferencias en su estreno local e internacional o en distintas plataformas.

### Junk Films (ジャンクフィルム) (2007/2012)
Es una colección de cortometrajes documentales que Kiyotaka Tsurisaki filmó entre 1994 y 2006. La película explora situaciones extremas de muerte alrededor del mundo, desde víctimas de accidentes automovilísticos hasta cadáveres en descomposición en un vertedero de Bogotá. Tsurisaki ofrece una mirada sin filtros a las condiciones más crudas del sufrimiento humano.
Algunas fuentes la sitúan en 2007, mientras que otras mencionan un lanzamiento en 2009y otras en 2012.Estas diferencias podrían estar relacionadas con diferentes momentos de distribución, reediciones o estrenos en distintos mercados.

### Paranoid Garden (制服の俘虜)(1994)
Paranoid Garden, también conocido como "制服の俘虜", es un cortometraje experimental que se clasifica como cine para adultos. Este trabajo es una representación inicial de su estilo único, aunque se distancia de sus documentales extremos posteriores centrados en la muerte. El cortometraje tiene un enfoque surrealista y perturbador, explorando temas como el aislamiento, la paranoia y la naturaleza humana. La película se alinea con otros trabajos experimentales japoneses de la época, pero incluye elementos visuales provocativos que refuerzan su clasificación como un film para adultos.
El contenido del film y su clasificación indican que Tsurisaki experimentaba con lo grotesco y lo oscuro desde sus primeras obras, aunque en este caso con un enfoque más simbólico y sexual.

## Obras Literarias y Fotográficas
En su página oficial, Tsurisaki también menciona sus publicaciones literarias y fotográficas. Su libro Sekaizankokukikou SHITAI NI ME GA KURANDE (2000) contiene una serie de ensayos y fotografías que documentan su experiencia al capturar imágenes de la muerte y la violencia en varias partes del mundo. Este libro se describe en la web como un intento de mostrar la muerte en sus múltiples formas, sin caer en sentimentalismos o interpretaciones ideológicas. Igualmente, su fotolibro Danse Macabre to the HARDCORE WORKS (1996) presenta imágenes explícitas que complementan su trabajo cinematográfico, expandiendo su representación artística de la muerte.